# Lohuecotitan
Lohuecotitan pandafilandi
Genre
Espèce
Lohuecotitan est un genre éteint de dinosaures sauropodes, un titanosaure ayant vécu au Crétacé supérieur dont un fossile a été découvert en Espagne et dont l'unique espèce est Lohuecotitan pandafilandi.

## Systématique
Le genre Lohuecotitan et l'espèce Lohuecotitan pandafilandi ont été décrits et nommés en 2016 par Verónica Díez Díaz (d), Pedro Mocho (d), Adrián Páramo Blázquez (d), Fernando Escaso (d), Fátima Marcos-Fernandez (d), José Luis Sanz (d) et Francisco Javier Ortega Coloma (d).

## Étymologie
Le nom de genre Lohuecotitan combine le nom du site de la découverte du fossile (Lo Hueco), et le mot de  « Titans », divinités grecques primordiales, dont le nom commun français « titan » indique une taille exceptionnelle. Le nom spécifique pandafilandi fait référence au nom d'un géant Pandafilando de la fosca vista dans le roman Don Quichotte de Cervantes.

## Découverte

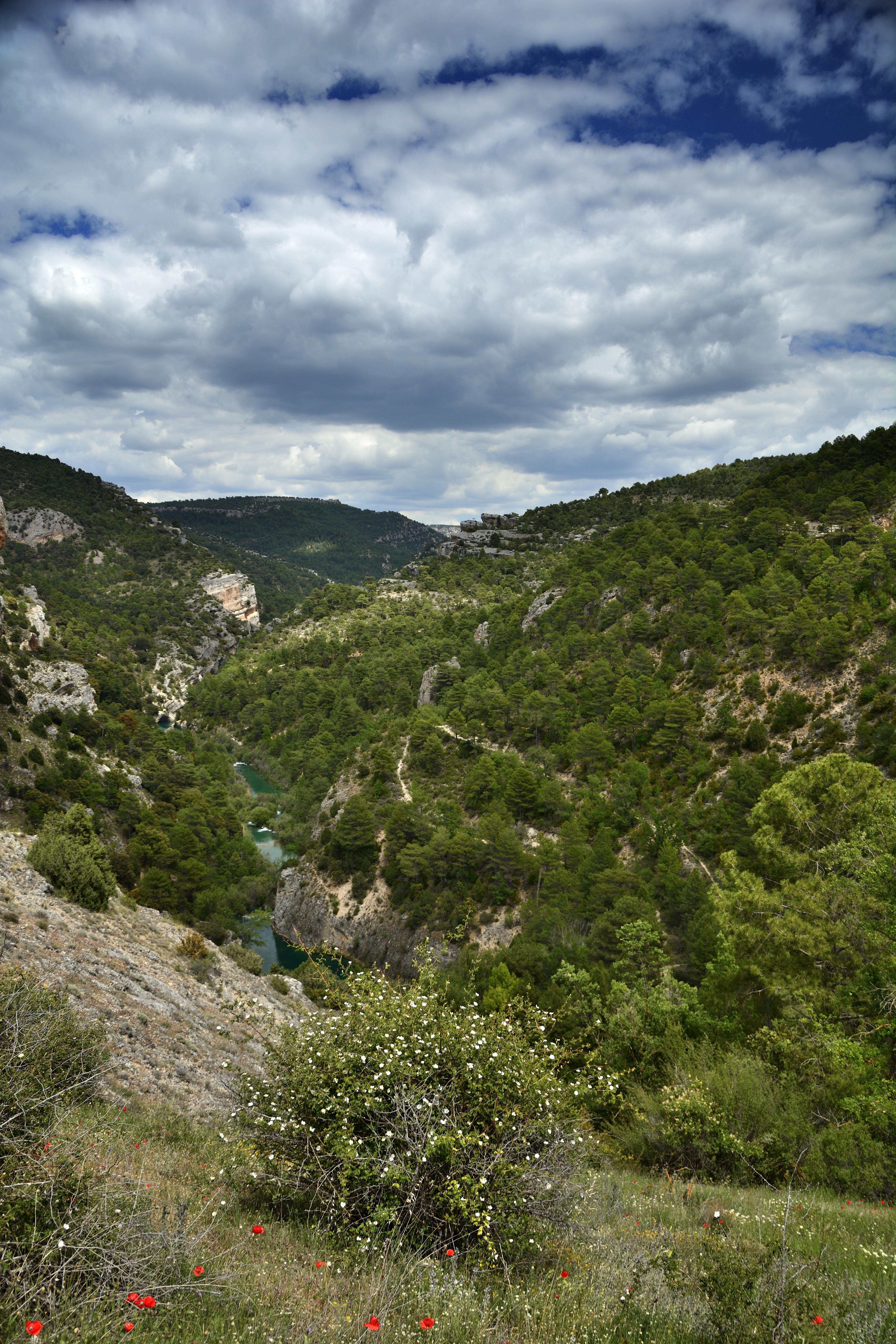
Paysage de Villalba de la Sierra, où les restes fossiles de Lohuecotitan ont été découverts.

Les fossiles de Lohuecotitan ont été découverts sur le site paléontologique de Lo Hueco ans la formation géologique de Villalba de la Sierra. Le site est situé sur la commune de Fuentes (Castille-La Manche) de la province de Cuenca dans la région autonome de Castille-La Manche en Espagne. La formation de Villalba de la Sierra est datée de la fin du Crétacé supérieur, du Campanien supérieur au Maastrichtien inférieur ;elle s'est déposée dans un environnement de plaine alluviale côtière boueuse.
Plusieurs squelettes partiels de sauropodes ont été trouvés sur le site, les crânes et les dents découverts permettent d'identifier au moins de types distincts de sauropodes. Le spécimen holotype de Lohuecotitan, répertorié HUE-EC-01, est un squelette partiel désarticulé, composé de vertèbres cervicales, dorsales, sacrées et caudales, des côtes, une ulna, les deux ischia, un pubis, un fémur, une fibula et un tibia.

## Description
Lohuecotitan est un sauropode de relativement grande taille, de 15 à 20 m. Cette fourchette assez large s'explique par la quasi absence d'indications sur la longueur de son cou. 

## Classification
L'analyse phylogénétique conduite en 2016 par les inventeurs du genre, place Lohuecotitan comme un titanosaure du clade des Lithostrotia, en position plus dérivée que le genre Malawisaurus. Sa position parmi les lithostrotiens est soutenue par l'angle aigu de ses articulations zygapophysaires. C'est leur cladogramme qui est présenté ci-dessous :
|  | Neuquensaurus australis |
|  |                         |
|  | Saltasaurus loricatus   |
|  |                         |

|  | Rapetosaurus krausei                                                        |
|  |                                                                             |
|  | \| \| Isisaurus colberti \| \| \| \| \| \| Tapuiasaurus macedoi \| \| \| \| |
|  |                                                                             |
|  | Isisaurus colberti                                                          |
|  |                                                                             |
|  | Tapuiasaurus macedoi                                                        |
|  |                                                                             |

|  | Isisaurus colberti   |
|  |                      |
|  | Tapuiasaurus macedoi |
|  |                      |

|  | Neuquensaurus australis |
|  |                         |
|  | Saltasaurus loricatus   |
|  |                         |

|  | Rapetosaurus krausei                                                        |
|  |                                                                             |
|  | \| \| Isisaurus colberti \| \| \| \| \| \| Tapuiasaurus macedoi \| \| \| \| |
|  |                                                                             |
|  | Isisaurus colberti                                                          |
|  |                                                                             |
|  | Tapuiasaurus macedoi                                                        |
|  |                                                                             |

|  | Isisaurus colberti   |
|  |                      |
|  | Tapuiasaurus macedoi |
|  |                      |

|  | Neuquensaurus australis |
|  |                         |
|  | Saltasaurus loricatus   |
|  |                         |

|  | Rapetosaurus krausei                                                        |
|  |                                                                             |
|  | \| \| Isisaurus colberti \| \| \| \| \| \| Tapuiasaurus macedoi \| \| \| \| |
|  |                                                                             |
|  | Isisaurus colberti                                                          |
|  |                                                                             |
|  | Tapuiasaurus macedoi                                                        |
|  |                                                                             |

|  | Isisaurus colberti   |
|  |                      |
|  | Tapuiasaurus macedoi |
|  |                      |

|  | Neuquensaurus australis |
|  |                         |
|  | Saltasaurus loricatus   |
|  |                         |

|  | Rapetosaurus krausei                                                        |
|  |                                                                             |
|  | \| \| Isisaurus colberti \| \| \| \| \| \| Tapuiasaurus macedoi \| \| \| \| |
|  |                                                                             |
|  | Isisaurus colberti                                                          |
|  |                                                                             |
|  | Tapuiasaurus macedoi                                                        |
|  |                                                                             |

|  | Isisaurus colberti   |
|  |                      |
|  | Tapuiasaurus macedoi |
|  |                      |

## Publication originale
- (en) V. Díez Díaz, P. Mocho, A. Páramo, F. Escaso, F. Marcos-Fernandez, J.L. Sanz et F. Ortega, « A new titanosaur (Dinosauria, Sauropoda) from the Upper Cretaceous of Lo Hueco (Cuenca, Spain) », Cretaceous Research, Elsevier, vol. 68,‎ décembre 2016, p. 49-60 (ISSN 0195-6671 et 1095-998X, OCLC 36935308, DOI 10.1016/J.CRETRES.2016.08.001).